# Sabba de Castiglione
Sabba de Castiglione ( Milan 1480-Faenza 1554) est un chevalier de Rhodes, écrivain italien, humaniste et moraliste chrétien.

## Biographie
Issu d'une noble famille milanaise, Sabba de Castiglione est apparenté à Baldassare Castiglione, écrivain et diplomate italien. Admis le 5 août 1505 dans l'ordre des Hospitaliers de Saint-Jean de Jérusalem, il part trois ans plus tard pour Rhodes, d'où il échangera de nombreuses correspondances avec la cour de Mantoue, notamment Isabelle d'Este.
Nommé commandeur de Magione, à Faenza, en mars 1519, il  prend possession de sa commanderie la même année. Il y restera jusqu'à sa mort, fondant des œuvres pieuses, faisant décorer l'église de la commanderie de fresques, s'intéressant à l'art et à la théologie.
Il est l'auteur de réflexions morales adressées à son petit-neveu, les Ricordi, qui ne connaîtront pas moins de vingt éditions entre 1546 et 1613. Au nombre de 133, ces ricordi ont pour objet de faire de son petit-neveu, Bartolomeo, « un vrai gentilhomme », rompu au métier des armes, animé d'une foi exemplaire doublée d'une culture humaniste.

## Sources
- Vincenzo Ranieri, Memorie storiche per servire alla vita di Fra Sabba Castiglioni (...), par Vincenzo Ranieri, publ. par son neveu Gaetano Ranieri, Luca, Presso Vicenzo Melandra, 1821.
- David F. Allen, "The Hospitaller Castiglione's Catholic Synthesis of Warfare, Learning and Lay Piety in the Eve of the Council of Trent", in The Hospitallers, the Mediterranean Sea and Europe, Festschrift for Anthony Luttrell, Ashgate Publishing Company, Aldershot/GB, Burlington, USA, p. 256 et suiv.